# Castillo de Tanaka

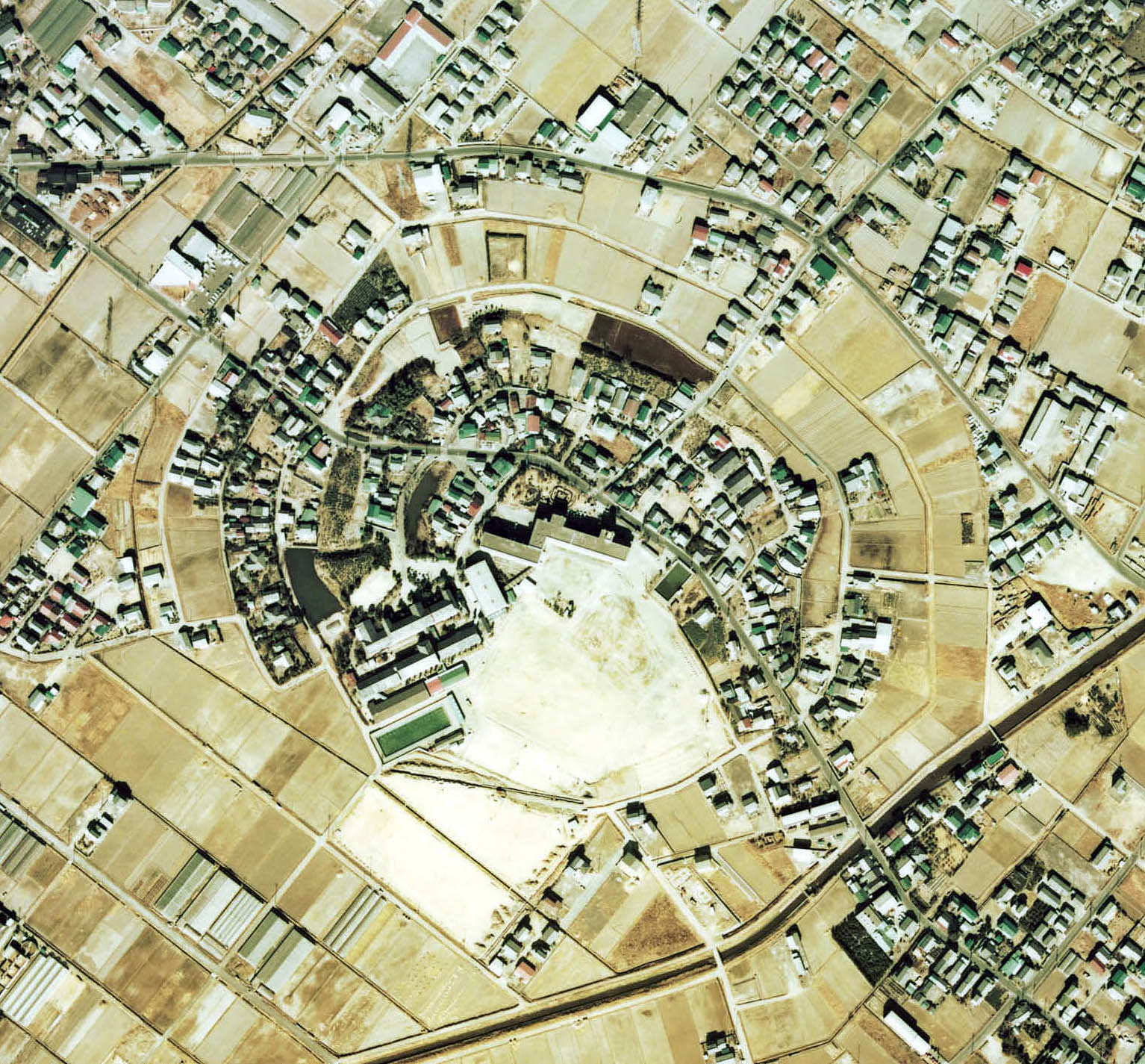
Vista aérea del castillo de Tanaka en la que se aprecial los fosos circulares

El castillo de Tanaka (田中城, Tanaka-jō) fue un castillo japonés sito en Fujieda, en el centro de la Prefectura de Shizuoka, Japón.
A finales del periodo Edo, el castillo de Tanaka era la sede de una rama del clan Honda, daimios del Dominio de Tanaka.

## Historia
El castillo de Tanaka data del periodo Sengoku, cuando fue construido por el clan Isshiki en 1537 como defensa periférica de las rutas occidentales hacia la sede del clan Imagawa en el Dominio de Sunpu. Fue conquistado por las tropas de Takeda Shingen en 1570 durante su invasión de Suruga. Shingen asignó el castillo a su general Yamagata Masakage. En 1572, otro de los generales de Shingen, Inagaki Nobuyasu, reemplazó a Yamagata. El castillo sostuvo un ataque del clan Tokugawa en 1582.

### Periodo Edo
Tras la implantación del shogunato Tokugawa, el castillo fue asignado a Sakai Tadatoshi, que lo reconstruyó por completo. El castillo tiene un diseño circular inusual, con cuatro fosos concéntricos, que rodean una pequeña torre del homenaje de dos pisos.
Posteriormente, como sede del gobierno del Dominio de Tanaka,  cambió de manos muchas veces durante la primera parte del periodo Edoantes de ser puesto bajo el control de una rama del clan Honda en 1730. Tokugawa Ieyasu y sus sucesores usaron el castillo como una base ocasional para la práctica de la cetrería.

### Bakumatsu
En 1868 el clan Honda fue reasignado al recién creado Dominio de Nagao, en la Provincia de Awa para permitir la ampliación del Dominio de Shizuoka, que sería gobernado por el ex-shogún Tokugawa Yoshinobu. El Dominio de Tanaka fue asignado a uno de sus hatamoto, el cual fue depuesto en 1872, durante la restauración Meiji.

## El castillo actual
Las estructuras actuales incluyen restos de los fosos y murallas, así como una gran torre (yagura), reconstruida en 1992 para servir como museo de historia local.